# Liste von Sakralbauten in der Verbandsgemeinde Adenau

Gemeinden in der Verbandsgemeinde Brohltal

Die Liste von Sakralbauten in der Verbandsgemeinde Adenau gibt einen Überblick über die Kirchen, Klöster und sonstigen Sakralbauten in der Verbandsgemeinde Adenau, Landkreis Ahrweiler.

## Adenau

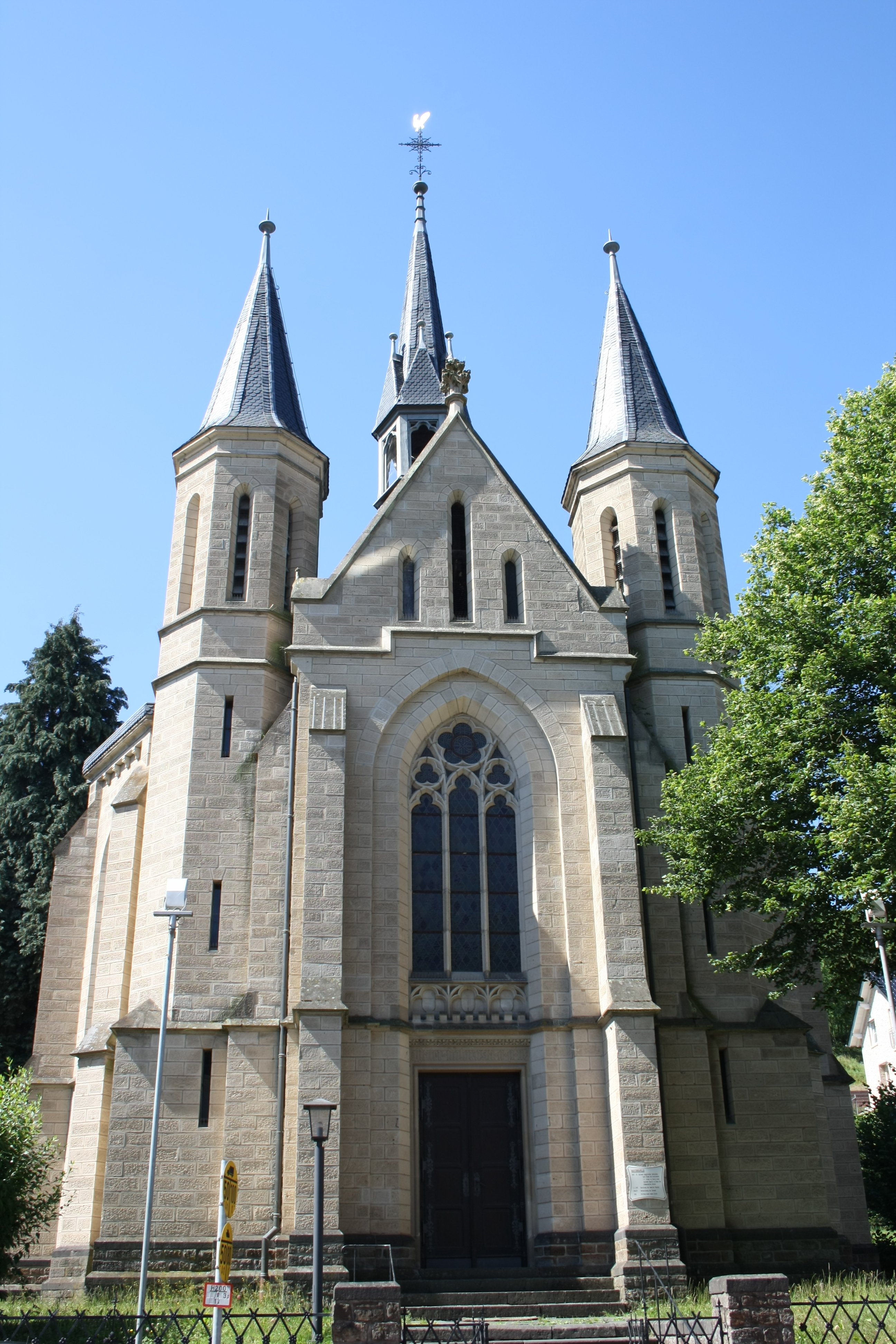
Marienkapelle in Adenau

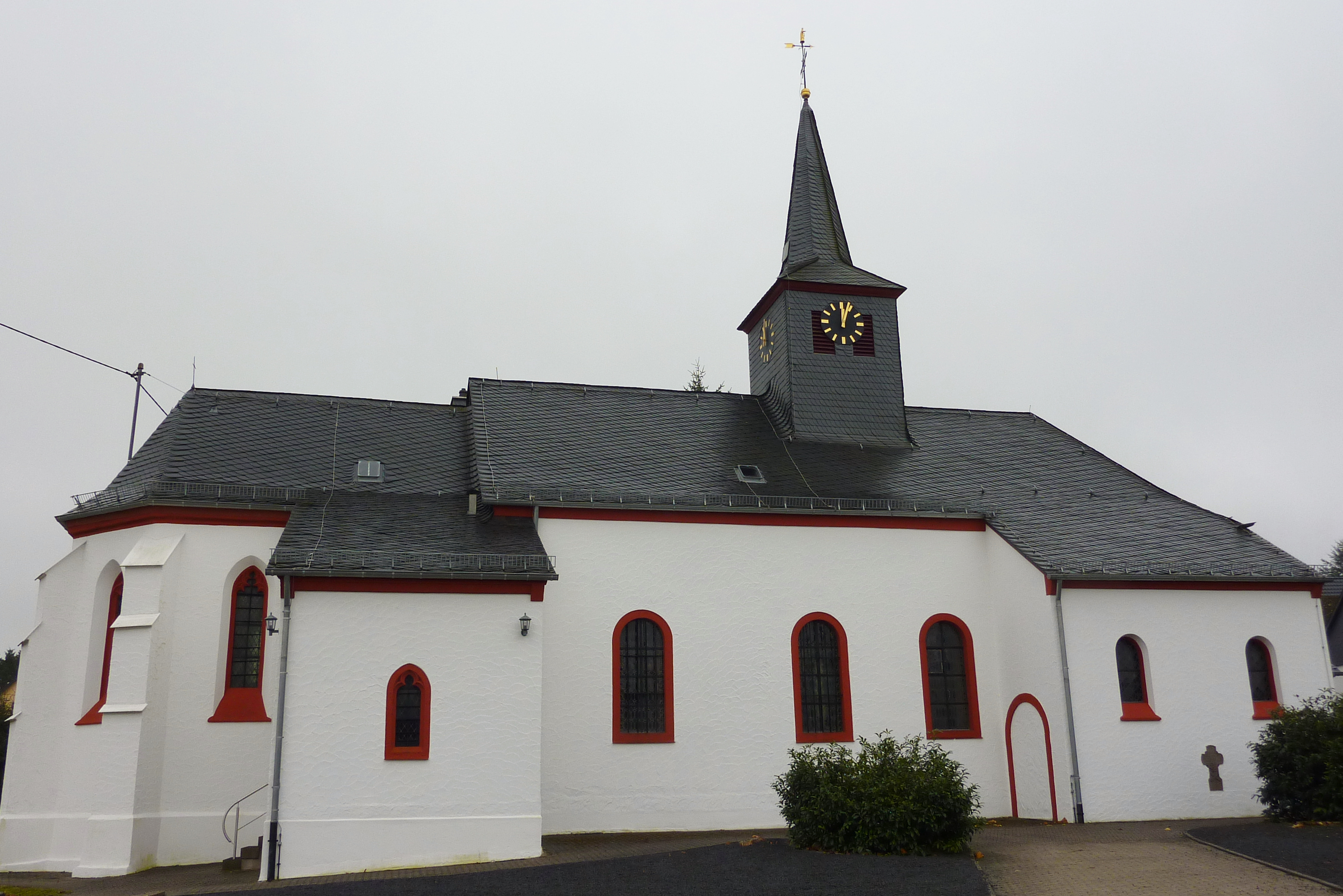
Pfarrkirche St. Nikolaus in Nürburg

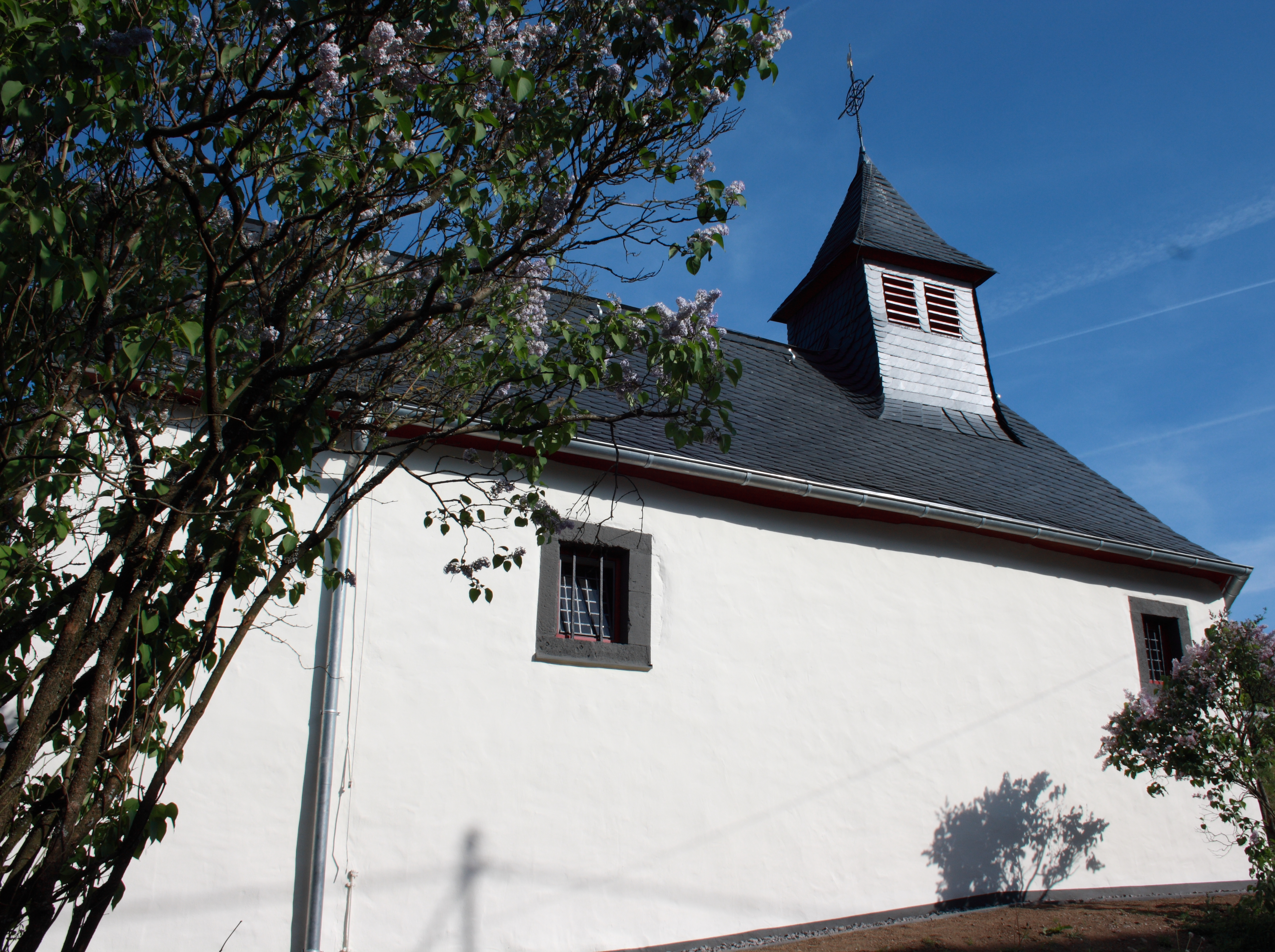
Filialkirche St. Georg in Meuspath

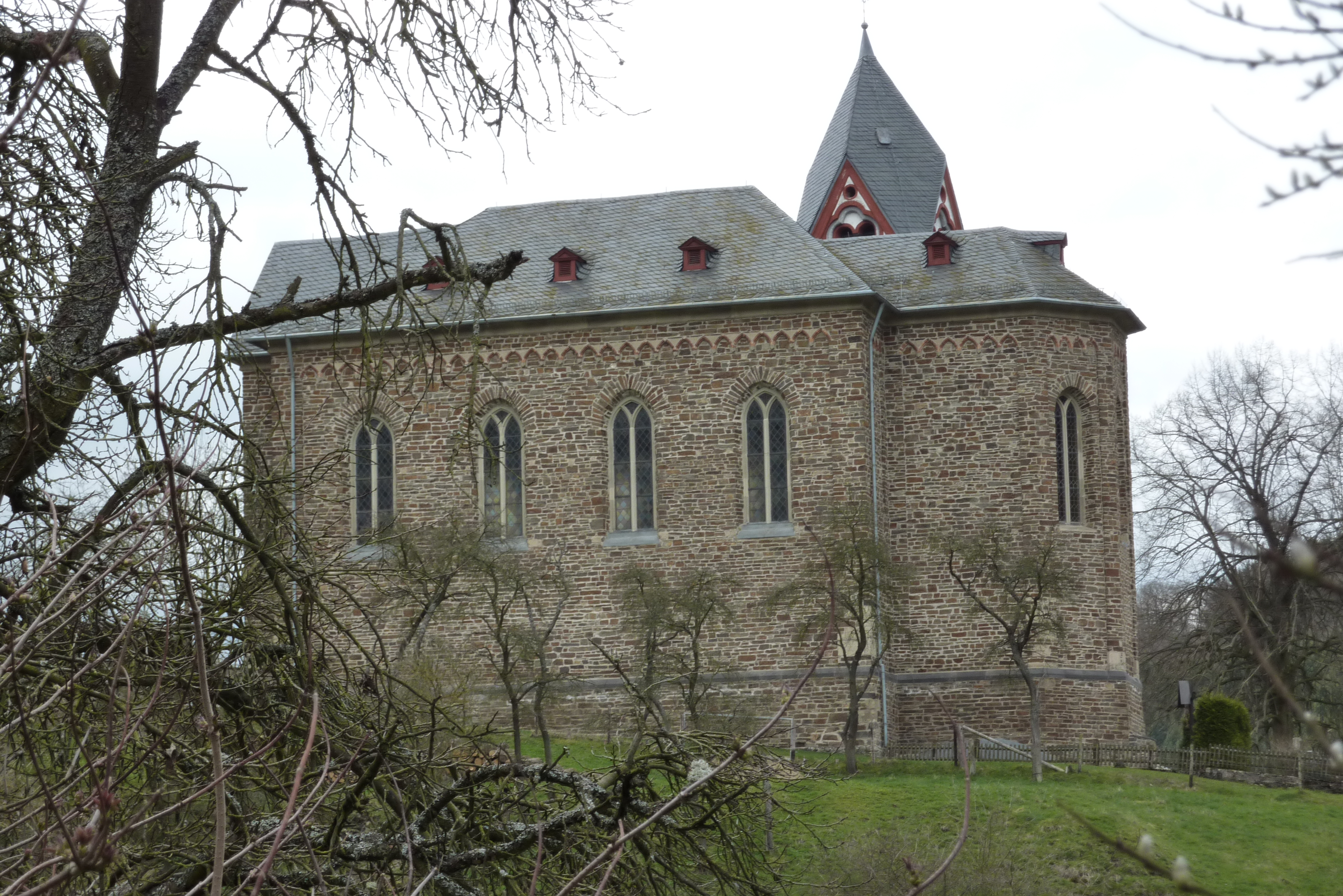
St. Servatius in Kaltenborn

- Katholische Pfarrkirche St. Johannes der Täufer,
- Buttermarktkapelle St. Michael
- Evangelische Erlöserkirche
- Katholische Marienkapelle
- Katholische Matthiaskapelle
- Krankenhauskapelle St. Josef
- Katholische Filialkapelle St. Rochus und Sebastian, Stadtteil Breidscheid
- Katholische Fatimakapelle, Stadtteil Breidscheid

## Antweiler
- Katholische Pfarrkirche St. Maximin

## Aremberg
- Katholische Pfarrkirche St. Nikolaus
- Schutzengelkapelle

## Barweiler
- Katholische Pfarrkirche St. Gertrud
- Kapelle auf dem Hömmerich

## Bauler

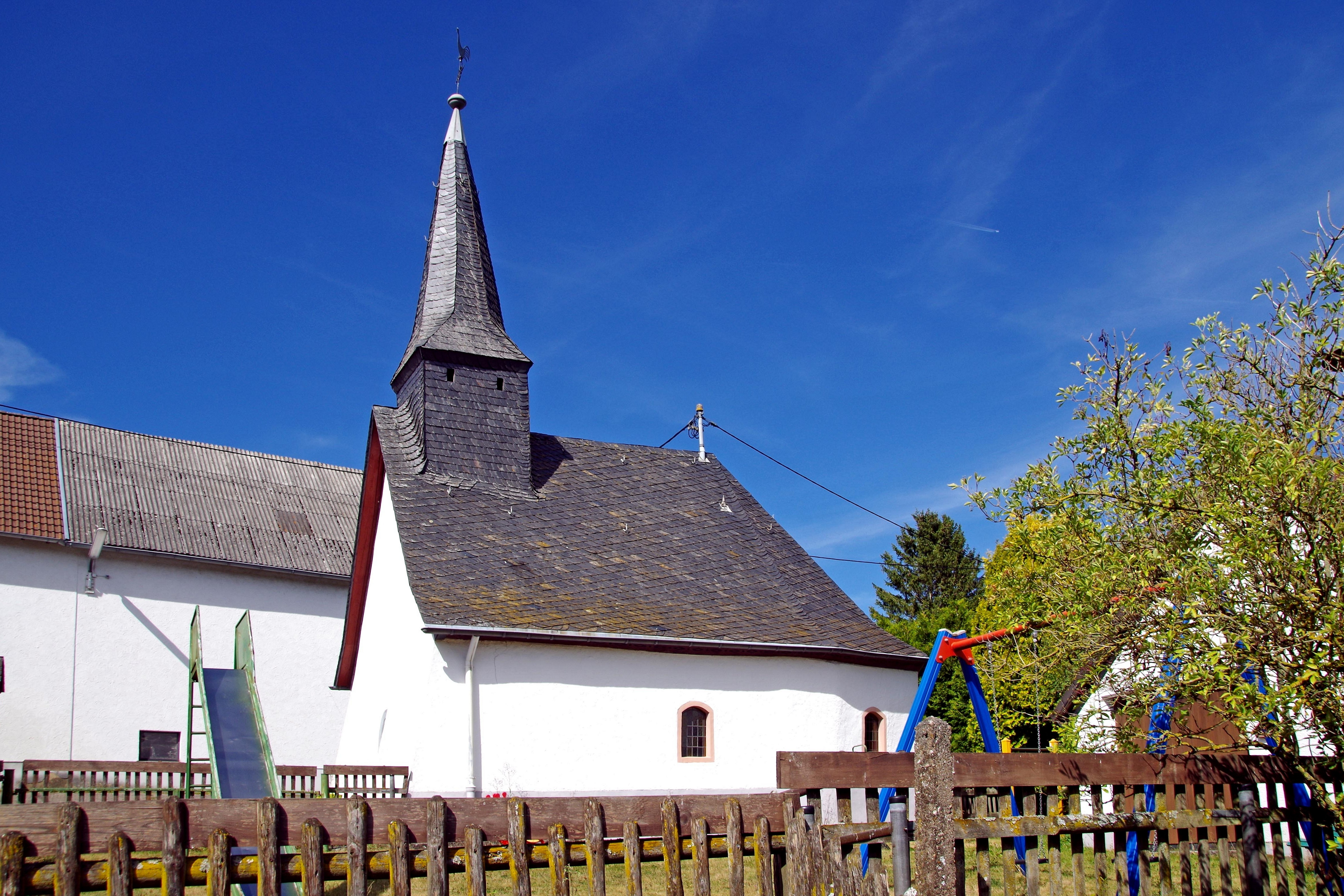
St. Georg (Bauler), Südseite

- Katholische Kapelle St. Georg

## Dankerath
- Katholische Filialkirche St. Nikolaus

## Dorsel
- Katholische Pfarrkirche St. Sebastianus

## Dümpelfeld
- Katholische Pfarrkirche St. Cyriakus
- Katholische Filialkirche St. Agatha und Lutger, Ortsteil Lückenbach
- Katholische Filialkirche St. Maria Magdalena,  Ortsteil Niederadenau
- Katholische Fatimakapelle, Ortsteil Niederadenau

## Eichenbach
- Katholische Filialkirche Hl. 14 Nothelfer

## Fuchshofen
- Katholische Filialkirche St. Josef

## Harscheid
- Katholische Filialkirche St. Donatus und Jakobus

## Herschbroich
- Katholische Filialkirche St. Maternus
- Katholische Kapelle „Auf der Stroth“

## Hoffeld

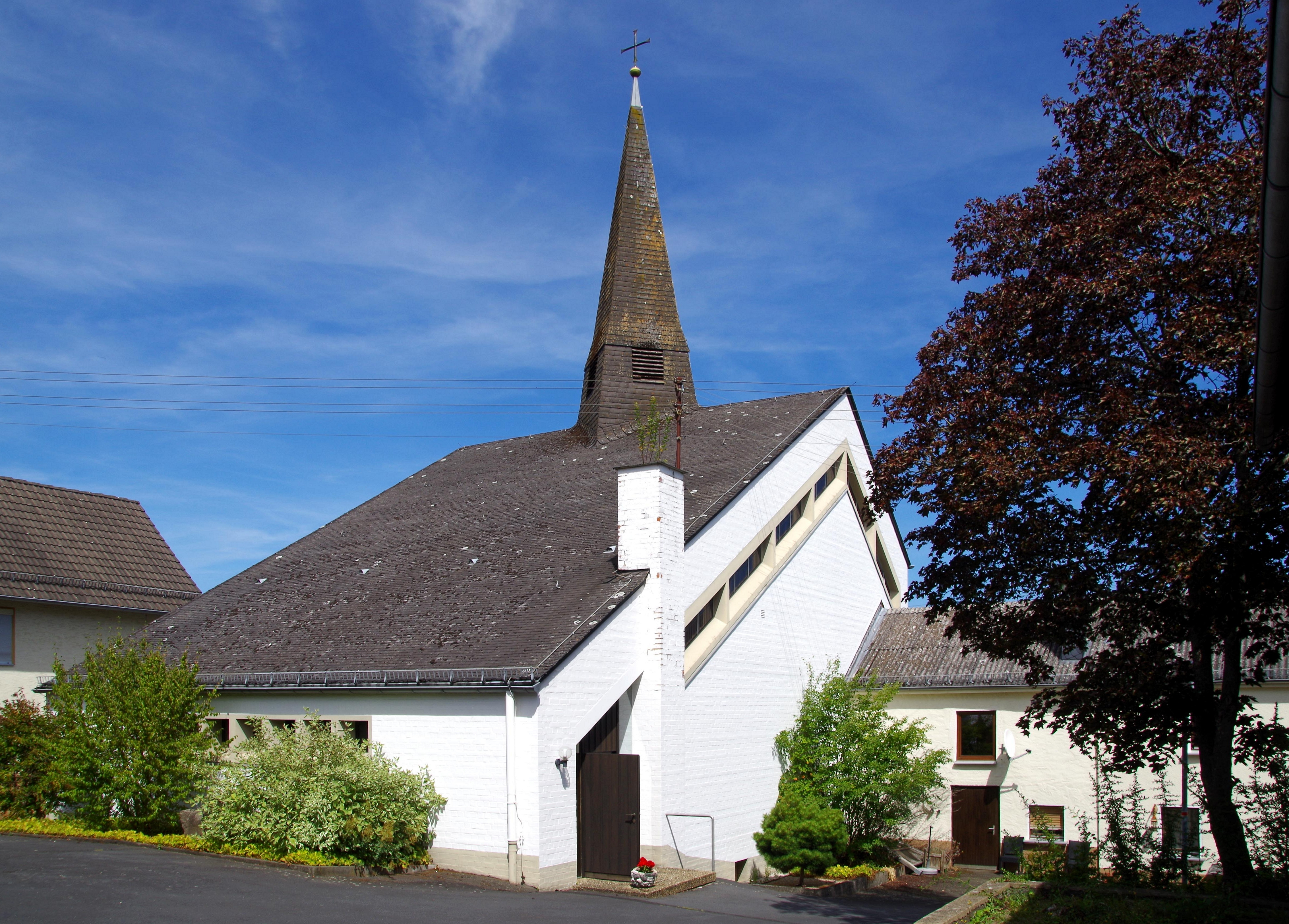
St. Donatus (Hoffeld)

- Katholische Filialkirche St. Donatus

## Honerath

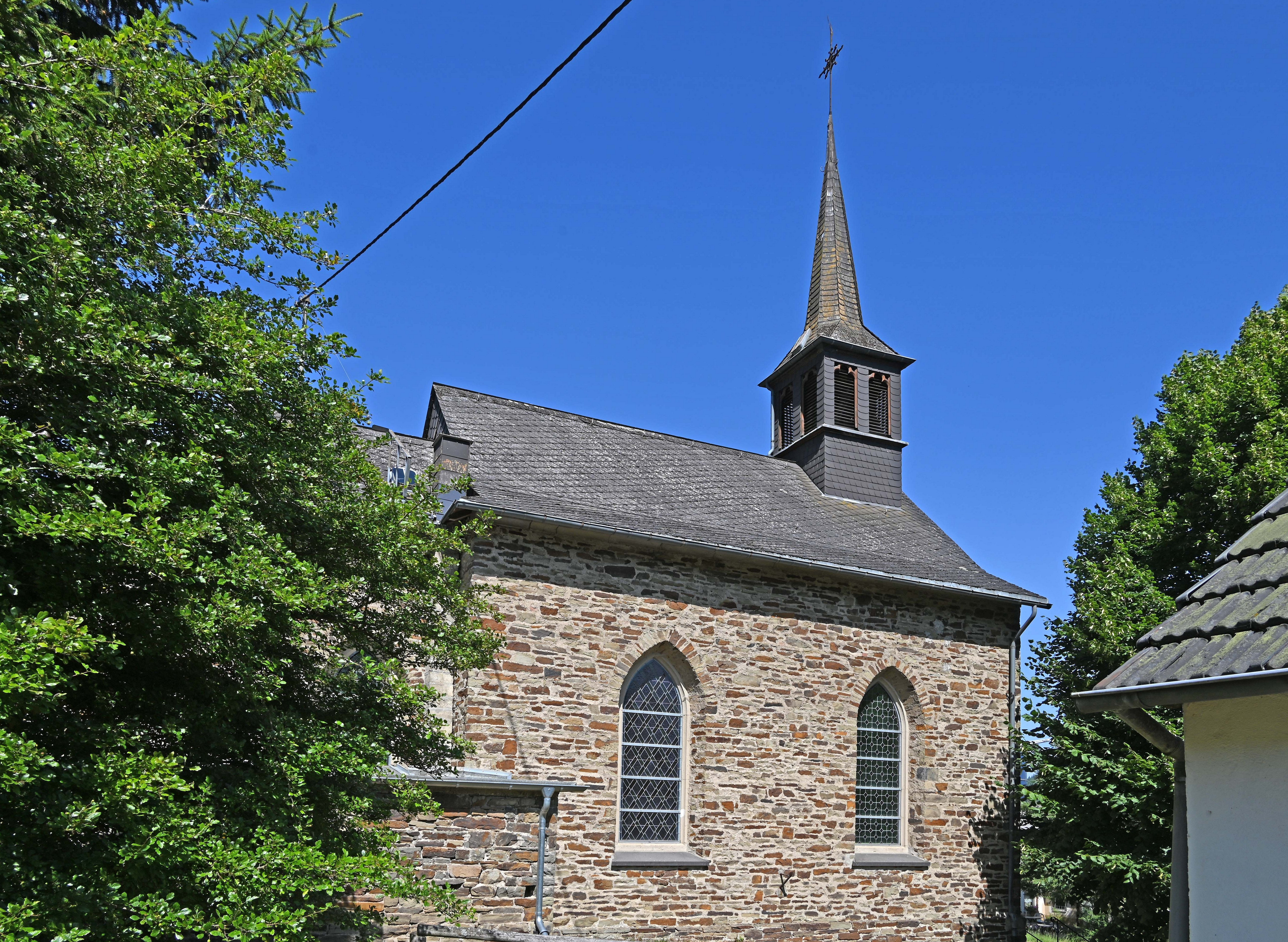
St. Donatus (Honerath), Ostseite

- Katholische Filialkirche St. Donatus

## Hümmel
- Katholische Pfarrkirche St. Cyriacus
- Katholische Kapelle St. Barbara, Ortsteil Pitscheid

## Insul
- Katholische Filialkirche St. Rochus und Sebastian
- Katholische Wegekapelle St. Judas Thaddäus

## Kaltenborn
- Katholische Pfarrkirche St. Servatius
- Katholische Wegekapelle St. Marien
- Katholische Pfarrkirche St. Hippolytus, Ortsteil Herschbach
- Katholische Filialkirche St. Wendalinus,  Ortsteil Jammelshofen

## Kottenborn

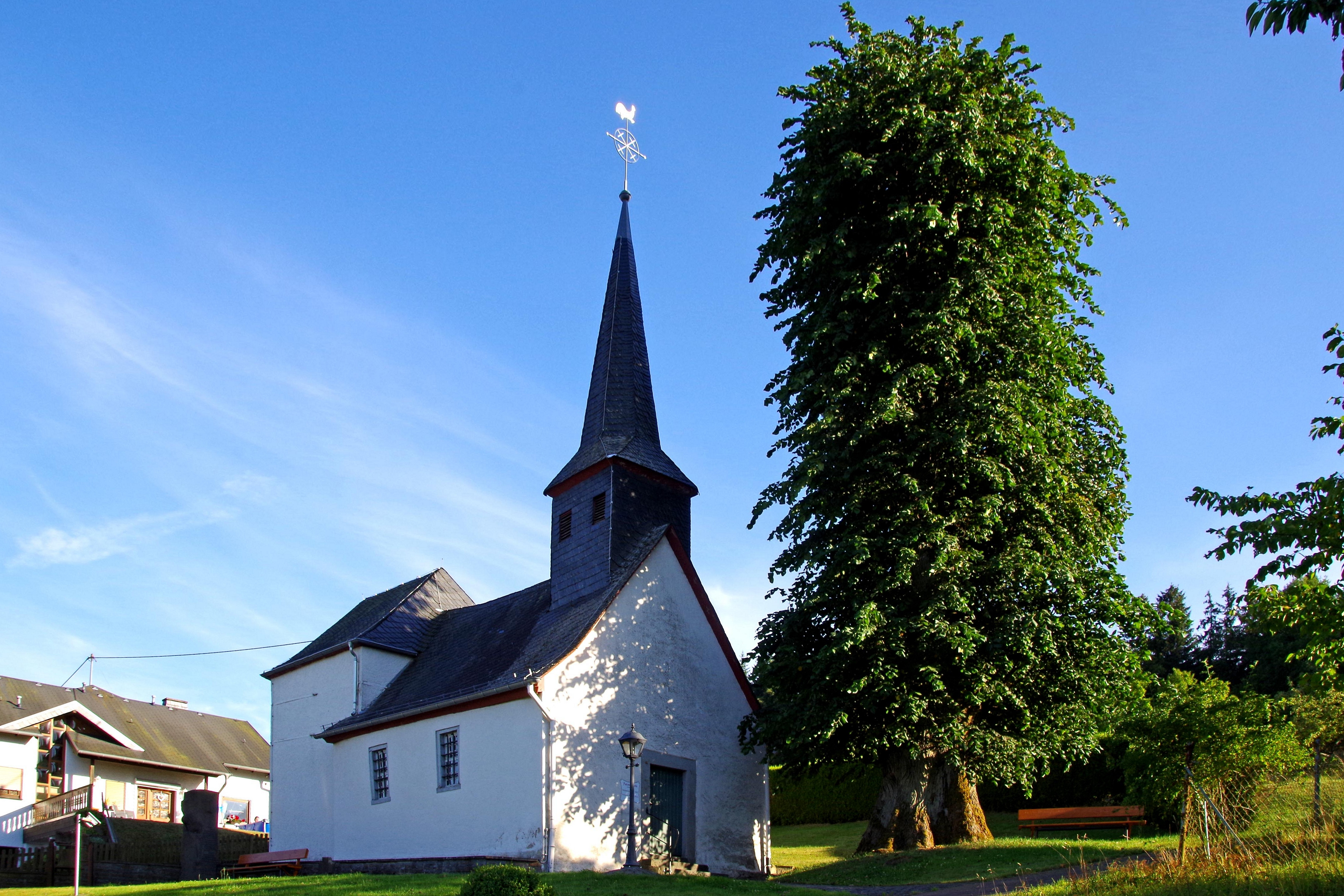
St. Antonius (Kottenborn)

- Katholische Filialkirche St. Antonius, Kottenborn

## Leimbach
- Katholische Filialkirche St. Matthias
- Katholische Wegekapelle St. Marien, Ortsteil Adorferhof
- Katholische Wegekapelle St. Rochus, Ortsteil Gilgenbach

## Meuspath

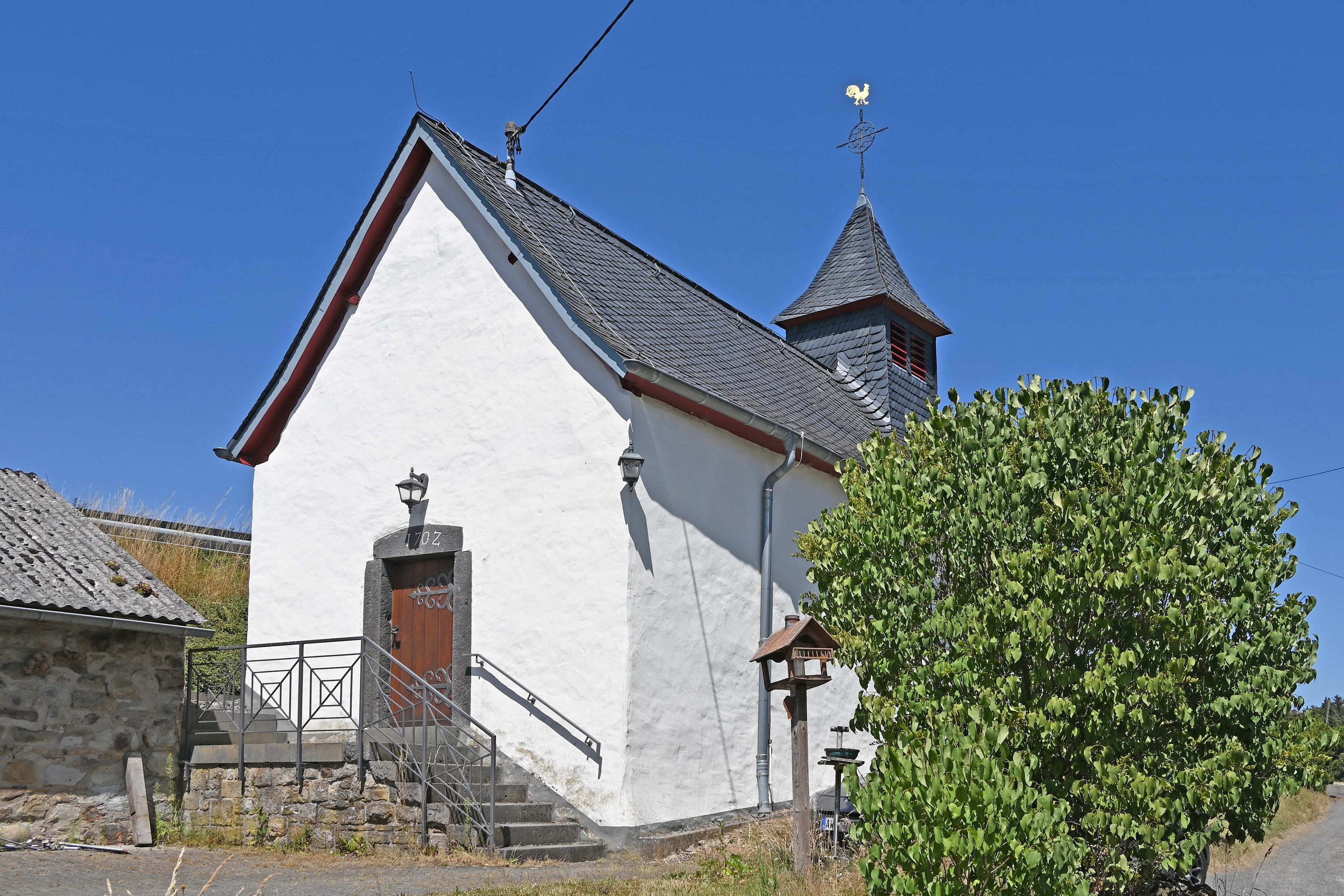
St. Georg (Meuspath)

- Katholische Filialkirche St. Georg, Ortsteil Krebsbacherhof

## Müllenbach

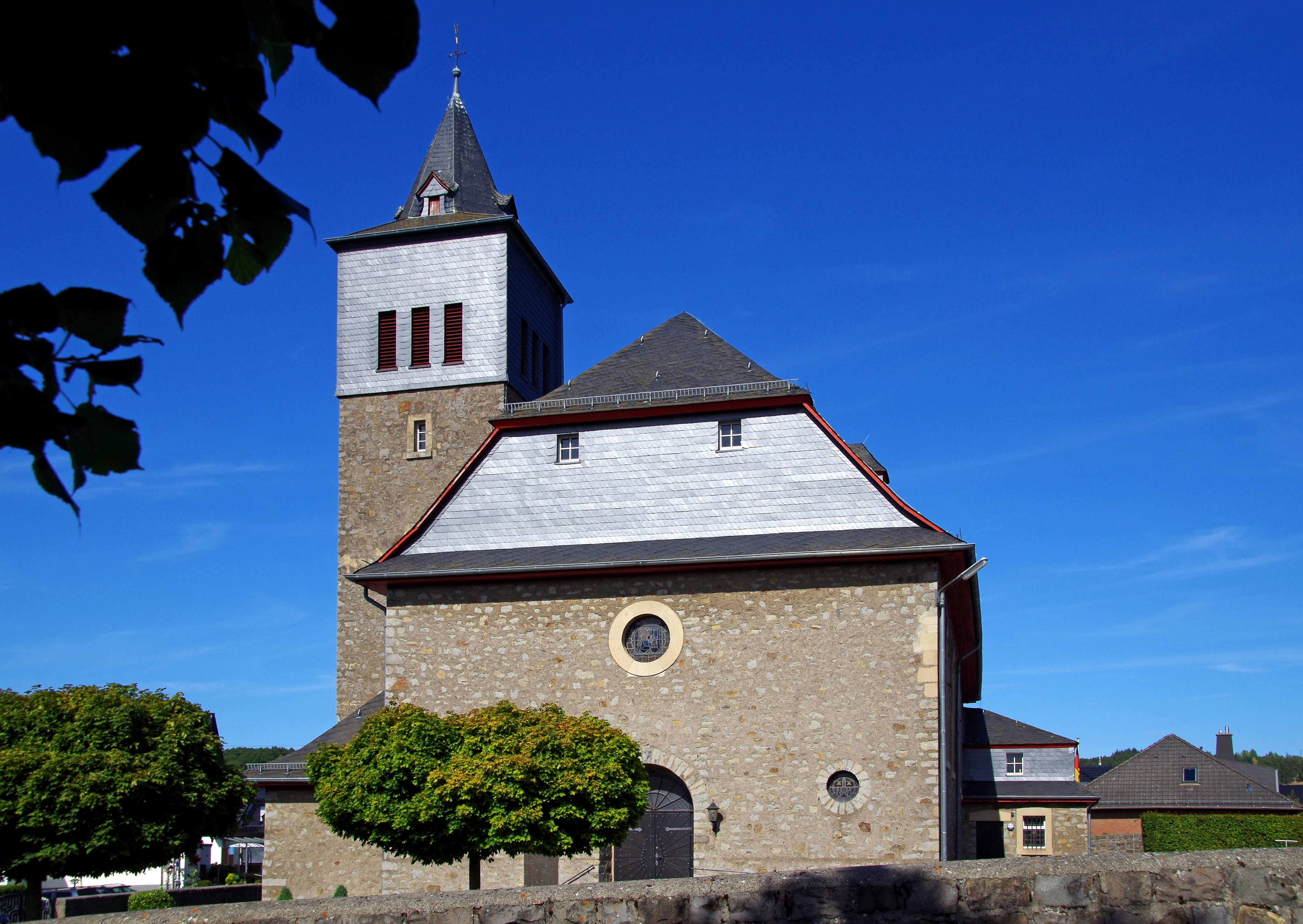
St. Servatius und Dorothea (Müllenbach)

- Katholische Pfarrkirche St. Servatius und Dorothea
- Katholische Wegekapelle Hl. 14 Nothelfer

## Müsch
- Katholische Filialkirche St. Katharina

## Nürburg

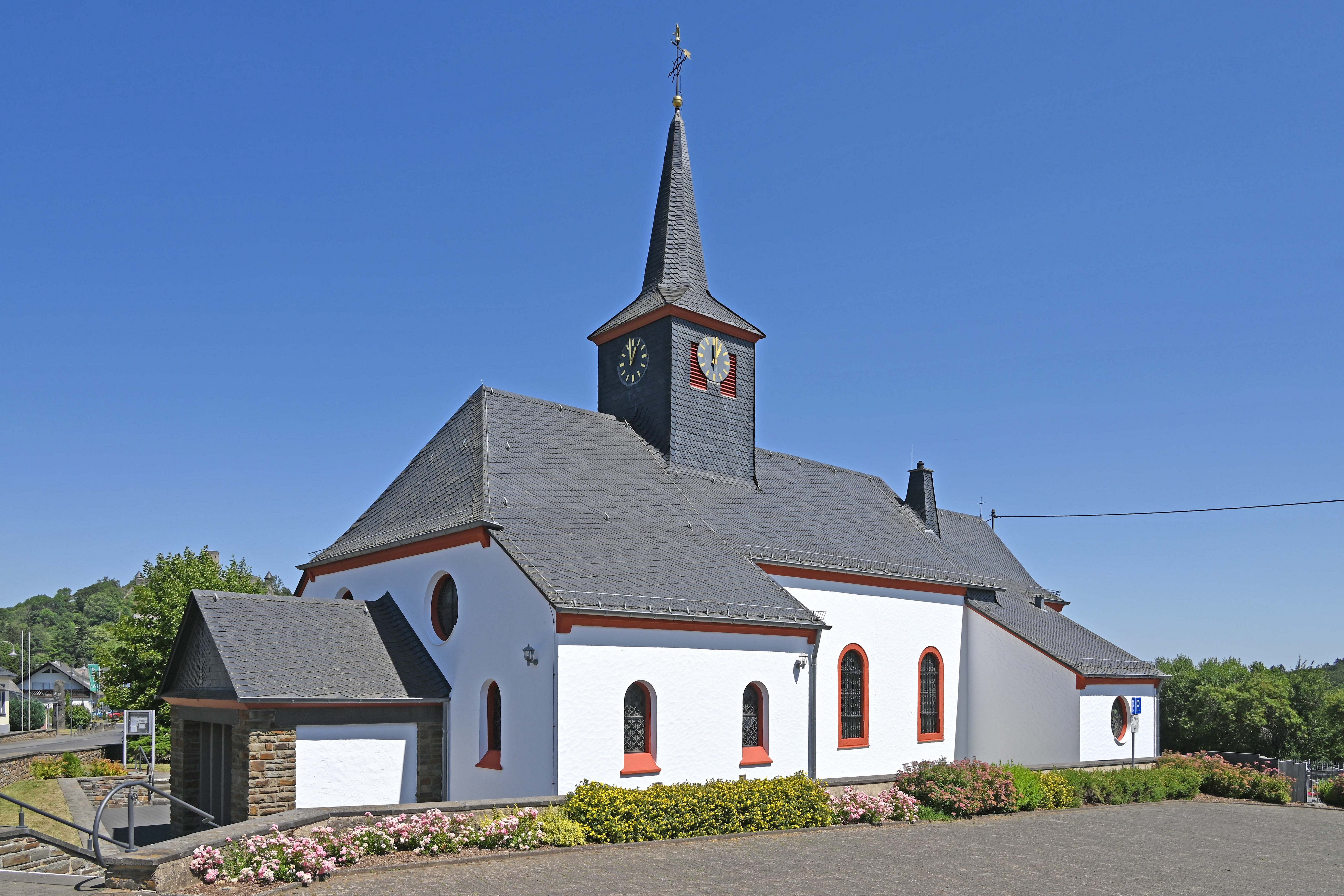
St. Nikolaus (Nürburg)

- Katholische Pfarrkirche St. Nikolaus

## Ohlenhard
- Katholische Filialkirche St. Maria Himmelfahrt

## Pomster
- Katholische Filialkirche St. Maternus

## Quiddelbach

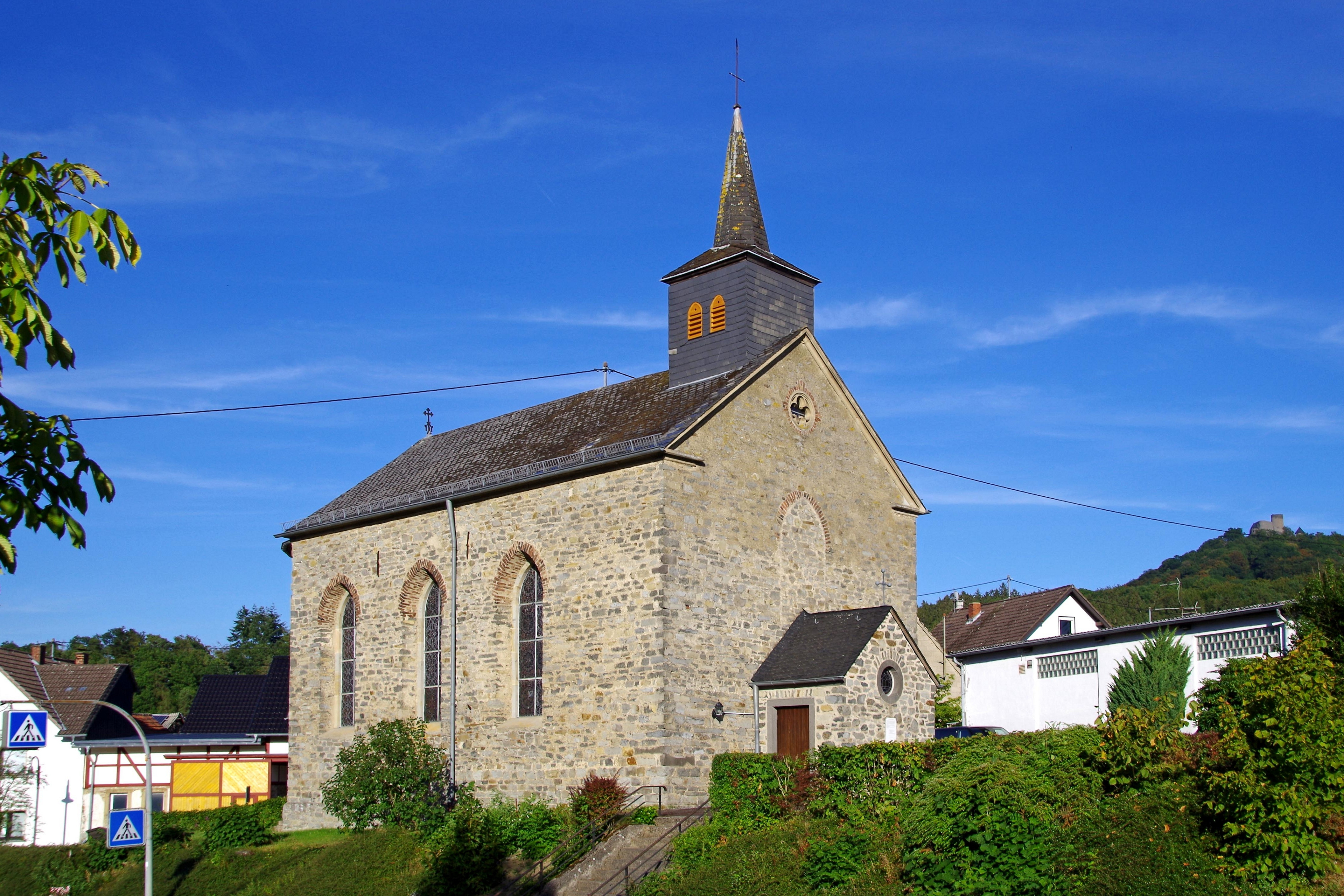
St. Apollinaris u. Jacobi (Quiddelbach)

- Katholische Filialkirche St. Apollinaris

## Reifferscheid
- Katholische Pfarrkirche St. Michael
- Katholische Fatimakapelle
- Katholische Wegekapelle an der Holl Jass
- Katholische Kapelle Hl. 14 Nothelfer

## Rodder

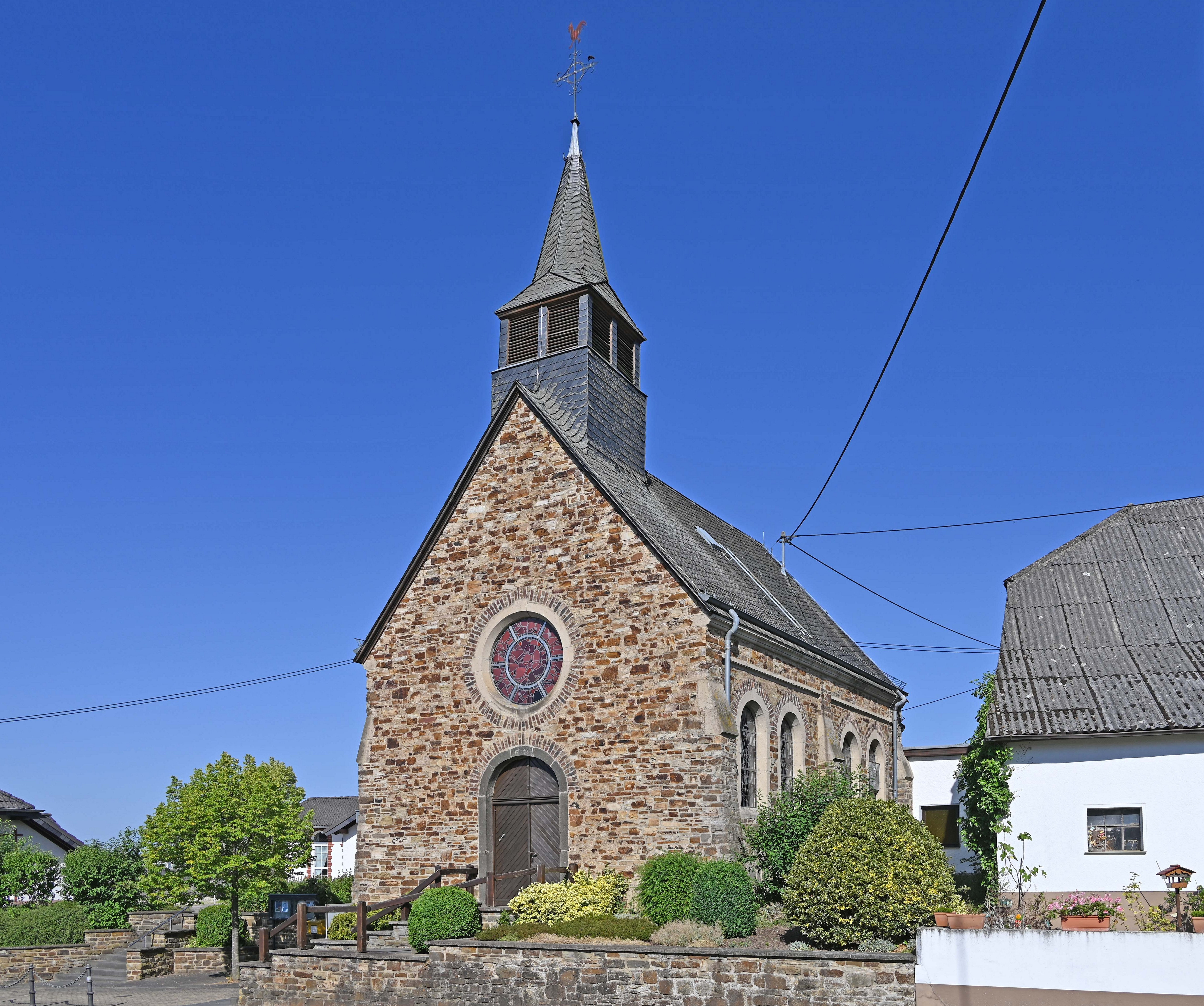
St. Rochus (Rodder)

- Katholische Kapelle St. Rochus
- Katholische Kapelle Müllenwirft

## Schuld
- Katholische Pfarrkirche St. Gertrud
- Schornkapelle (Schuld)

## Senscheid

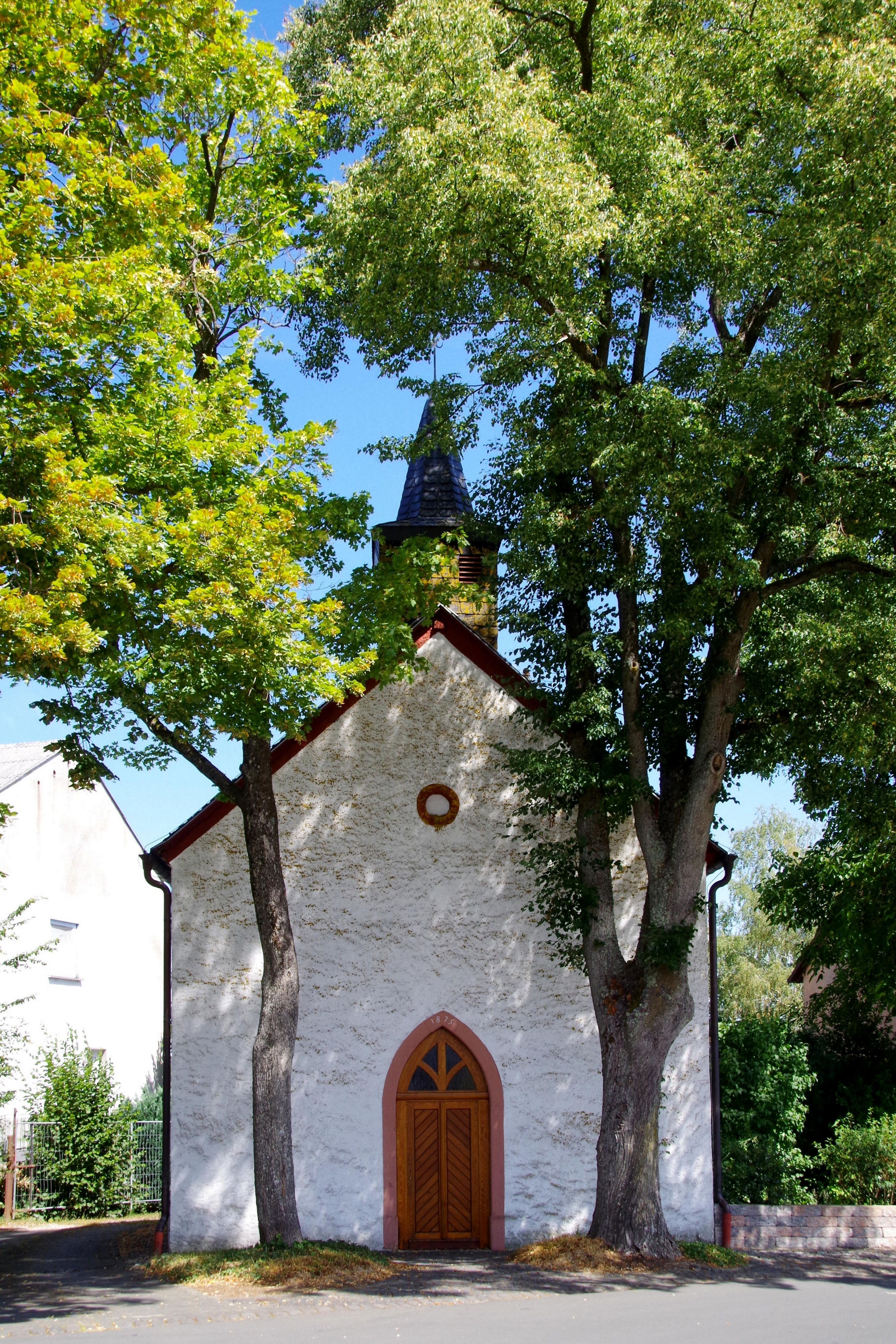
St. Peter und Paul (Senscheid)

- Katholische Filialkirche St. Peter und Paul

## Sierscheid
- Katholische Filialkirche St. Maternus

## Trierscheid

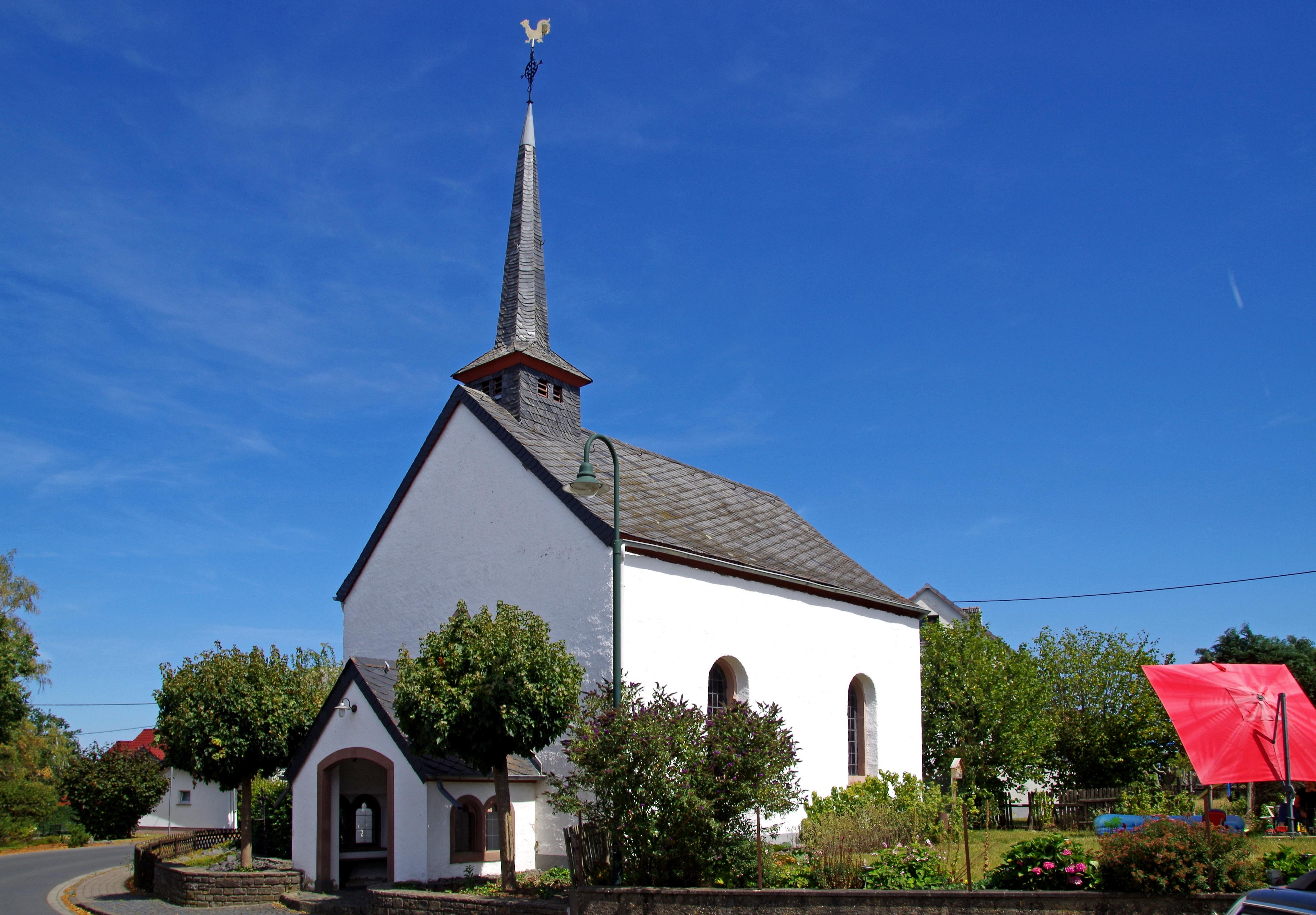
St. Antonius (Trierscheid)

- Katholische Filialkirche St. Antonius der Einsiedler

## Wershofen
- Katholische Pfarrkirche St. Vincentius

## Wiesemscheid

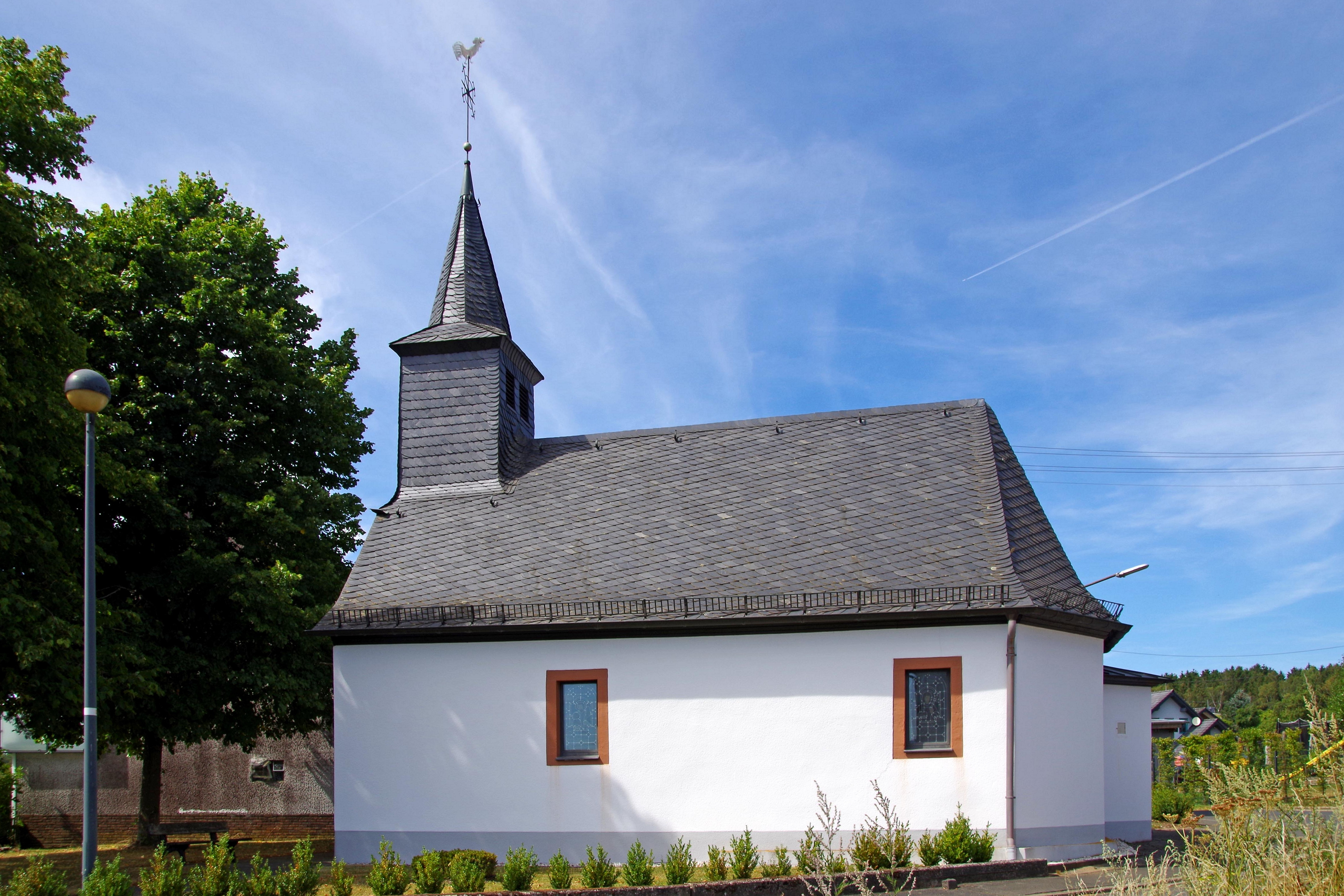
St. Barbara (Wiesemscheid)

- Katholische Filialkirche St. Barbara

## Wimbach
- Katholische Filialkirche St. Hubertus
- Pefferschöffskapelle

## Winnerath
- Katholische Filialkirche St. Apollinaris

## Wirft

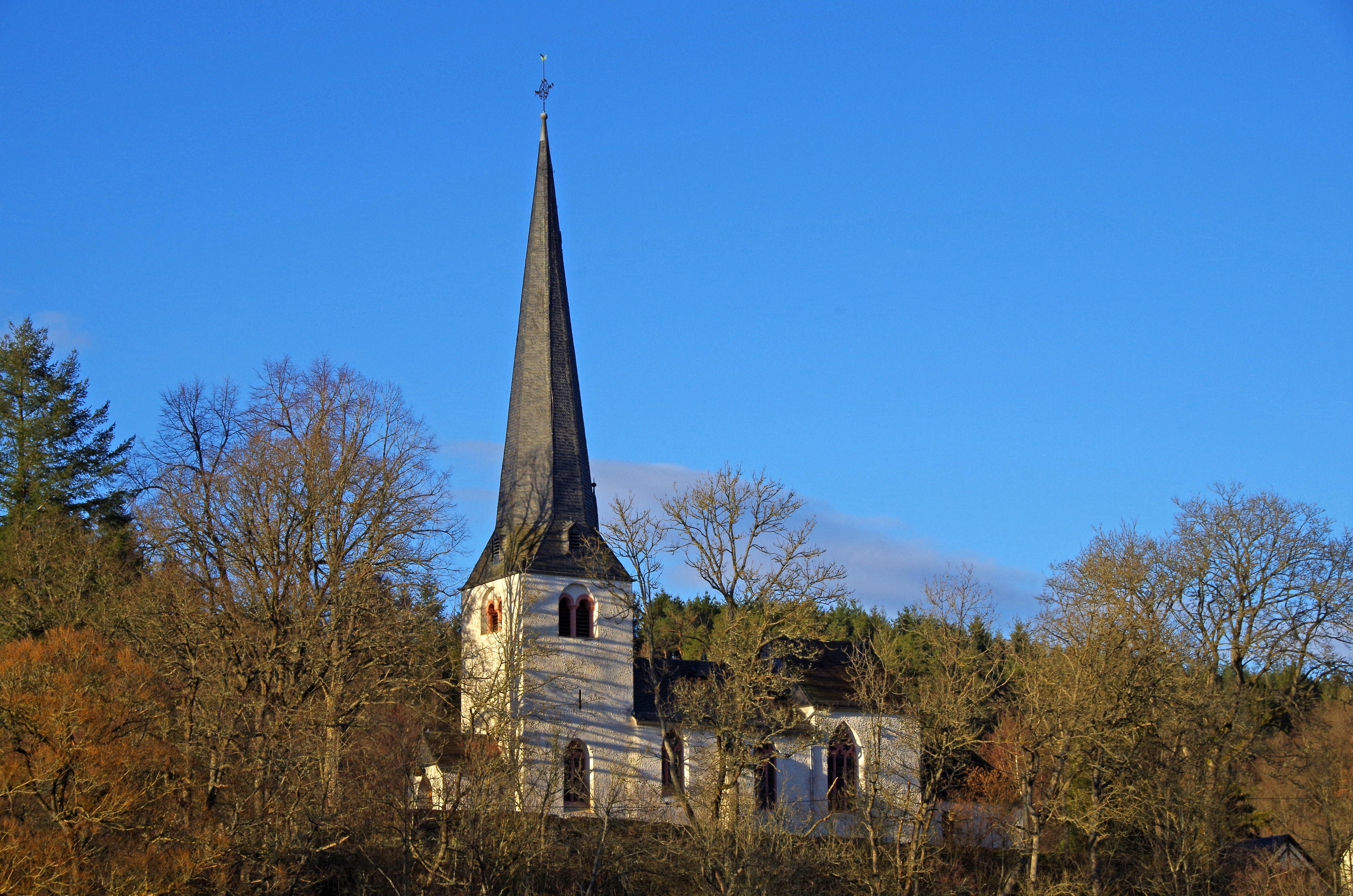
St. Wendelinus (Wirft)

- Katholische Filialkirche St. Bartholomäus
- Katholische Pfarrkirche St. Wendelinus, Ortsteil Kirmutscheid